# Tatra V570
La Tatra V570 fu un prototipo di utilitaria dell'azienda ceca Tatra-Werke AG, Automobil- und Waggonbau di Nesselsdorf / Kopřivnice.

## Storia
Il progettista fu Hans Ledwinka; sotto la sua direzione lavorarono suo figlio Erich e il progettista Erich Übelacker. Come prototipo nel 1931 furono costruite due cabriolet e nel 1933 una Limousine con carrozzeria aerodinamica. L'auto doveva essere la sostituta della Typs 12. Fu prodotta in piccola serie.
Ledwinka pensò che un motore posteriore avrebbe portato notevoli vantaggi, come la riduzione del rumore e delle vibrazioni. Non avendo necessità di un tunnel centrale per far passare l'albero di trasmissione, i passeggeri sarebbero stati più comodi nell'abitacolo, con un baricentro più basso e una miglior distribuzione dei pesi. Con il motore posteriore inoltre sarebbe migliorata l'aerodinamica del frontale, più corto e rastremato. Il raffreddamento ad aria ne avrebbe giovato sia in estate che in inverno, rispetto ai sistemi di raffreddamento ad acqua dell'epoca. Essendo la Tatra impegnata anche nella costruzione di velivoli, all'epoca, vennero presi in considerazione anche gli aspetti di aerodinamica.
La progettazione del 1933 con telaio a tubi e trazione posteriore con motore posteriore fu più tardi copiata e brevettata da Ferdinand Porsche per la VW Käfer. Con il nome Volkswagen si identificò l'automobile per il popolo denominata in progetto KdF-Wagen ad opera dell'organizzazione governativa NS-Organisation „Kraft durch Freude“ (KdF). Il precursore del "VW-Käfer" fu ideato da Ferdinand Porsche ma la sua costruzione si basava sui componenti e principi della Tatra V570 e del progettista austroungherese Béla Barényi.
Porsche nel dopoguerra venne citato in giudizio („Car Wars“ - Guerre delle auto), dagli inventori del sistema usato anche sulla KdF-Wagen, ovvero Hans Ledwinka. Nel 1961 la Tatra ricevette un compenso a risarcimento del danno da parte di Volkswagenwerk AG per violazione di brevetto di motore e design di 3 milioni di DM.

### Il primo prototipo

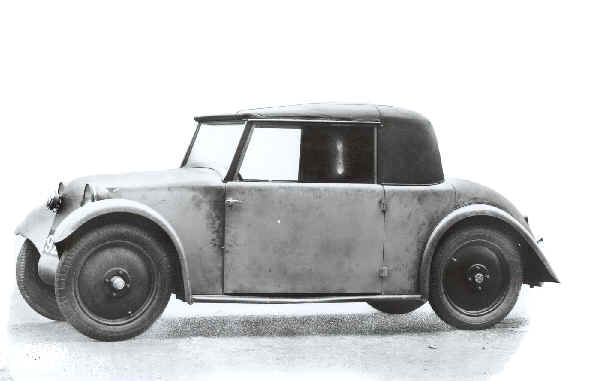
Tatra V570 "primo prototipo" del 1931

La proposta iniziale del veicolo fu fatta da Erich Übelacker, che lavorò precedentemente sulla Tatra 57. La proposta di Übelacker fu però criticata da Hans Ledwinka. Alla minaccia di lasciare l'azienda, presentò un corpo vettura più aerodinamico con una trazione completamente nella parte posteriore del veicolo. Paul Jaray, progettista dei dirigibili Zeppelin, produsse un prototipo aerodinamico della Tatra 57. Übelacker all'epoca giovane ed entusiasta, con grande immaginazione, non ebbe però la perseveranza di portare a termine la sua idea, e Ledwinka ne fermò lo sviluppo. Il nuovo design fu inizialmente ripensato in maniera meno aerodinamica (vedi l'immagine primo prototipo V570). Due esemplari della prima V570 furono costruiti nel 1931.

### Il secondo prototipo

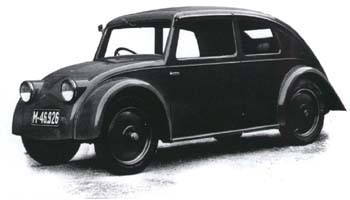
Tatra V570 disegno finale del 1933

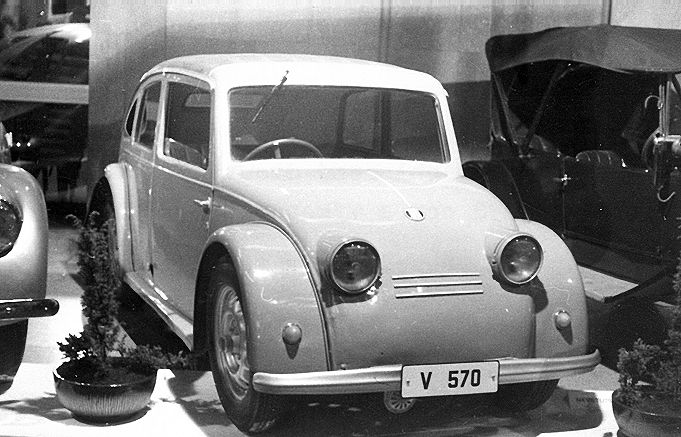
Tatra V570 disegno finale del 1933, esposizione nel museo della Tatra

Il secondo prototipo si basò sui principi aerodinamici brevettati di Paul Jaray. Meccanicamante era simile al primo prototipo ma con carrozzeria aerodinamica. Il basso del veicolo seguiva la linea di un profilo alare, la parte superiore era immaginata come una seconda ala posta in cima. I parafanghi furono disegnati integrati nella carrozzeria, coprenti le ruote posteriori. I parafanghi anteriori erano parte della carrozzeria. La linea aerodinamica fu ottenuta anche mettendo le maniglie delle portiere integrate nella carrozzeria. Il pianale era piatto. Il parabrezza inclinato di 45°.
Il posizionamento del motore posteriormente fu difficoltoso, basti pensare agli innumerevoli brevetti depositati dalla Tatra all'epoca. Il motore fu quello della Tatra 57. La responsabilità della costruzione finale fu data a Erich Ledwinka figlio di Hans Ledwinka.
La produzione serie su larga scala fu compromessa dal successo commerciale della Tatra 57. I principi costruttivi della V570 furono successivamente usati nella Tatra T77 e Tatra T97. Un esemplare fu venduto ad un privato che la usò per 30 anni. Venne poi ridata alla Tatra che la mise nel museo dell'azienda.

## Caratteristiche tecniche
Il motore era un due cilindri boxer con valvole in testa di 854 cm³, posto nel retrotreno; aveva una potenza di 18 HP a 3500 giri/minuto e raffreddamento ad aria. Cambio a quattro marce e, ovviamente,  trazione posteriore. La velocità raggiunta massima era di 75 km/h.
Il "power pack", insieme di motore, cambio e semiassi era un unico assemblaggio inserito nella carrozzeria. Il veicolo aveva un telaio a tubi; l'avantreno era con sospensioni a balestre, il retrotreno con sospensioni indipendenti (Pendelachse) con balestre. Freni meccanici erano presenti su tutte le quattro ruote. Le portiere incernierate posteriormente con quattro posti a sedere. Il posto guida era a destra ma all'epoca in Cecoslovacchia la guida era sinistra.